# Sanna, Hudiksvalls kommun
Sanna är ett delområde i Hudiksvall i Hälsingtuna socken, Hudiksvalls kommun.

## Tätorten
1960 avgränsade SCB en tätort med 327 invånare inom Hälsingtuna landskommun. 1970 hade orten sammanvuxit med Hudiksvalls tätort. Vid 2010 års tätortsavgränsning ligger Sanna fortfarande inom den norra delen av Hudiksvalls tätort.